# Marinheiro de Primeira Viagem
Marinheiro de primeira viagem é uma narrativa de viagem escrita por Osman Lins e publicada em 1963.

## Capítulos, Fragmentos, Passagens deMPV
O livro foi escrito em 202 capítulos (A pesquisadora Darcy Ramos denomina-os fragmentos. Rodolfo silva, considera-os passagens).
O primeiro capítulo é o único que não é intitulado. Os demais recebem títulos.